# Mohammed ech-Cheikh
Pour les articles homonymes, voir ech (homonymie).
Moulay Mohammed ech-Cheikh ech-Cherif al-Hassani ad-Darai (†1557) est un prince puis roi de la dynastie Saadienne, il est le fils cadet du fondateur de la dynastie, Mohammed al-Mahdî al-Qâ'im bi-'Amr Allah (plus connu sous son surnom d'Al-Qâ'im bi-'Amr Allah, Celui qui exerce la loi de Dieu). Au décès d'Al-Qâ'im bi-'Amr Allah en 1517, son fils aîné Ahmed al-'A`raj lui succède, pendant que Mohammed ech-Cheikh était gouverneur du Sous.

## Biographie
En 1518, Mohammed ech-Cheikh fait assassiner Yahia Ben Tafouft, chef local des Doukkalas, qui assurait la collaboration avec les Portugais, alors très présents dans la région. En 1525 Mohammed et son frère Ahmed al-'A`raj s’emparent de Marrakech, tout en se reconnaissant vassaux du souverain wattasside de Fès. Mais très rapidement les Wattassides et les Saadiens commencent à s’affronter.
Au lendemain de la reprise d’Agadir aux Portugais (11 mai 1541), Mohammed ech-Cheikh et Ahmed al-'A`raj se disputent le partage du butin. Ahmed al-'A`raj est d'abord victorieux, mais est battu par son frère le 19 août 1544. Mohammed ech-Cheikh l'évince du pouvoir et s'empare de Marrakech. Son prestige devient très grand, d’autant qu’après leur défaite les Portugais se retirent de toutes leurs places fortes, à l’exception de Mazagan, Ceuta et Tanger.
En 1545 Mohammed ech-Cheikh livre bataille contre l’armée wattasside sur l’oued Derna. Le sultan wattasside Abû al-`Abbâs Ahmad est fait prisonnier. Son frère Abû Hasûn `Alî le remplace sur le trône.
Fin 1549, Mohammed ech-Cheikh s’empare de Fès. Fort de son succès, il attaque Tlemcen et une garnison turque de Mostaganem. Abû Hasûn `Alî s'enfuit d'abord en Europe à la recherche de soutiens, qu'il trouvera finalement auprès du beylerbey d'Alger, Salah Raïs. Les Turcs reprennent Fès en janvier 1554. Mais ils se conduisent comme en pays conquis et s’opposent rapidement aux Wattassides. Cela permet à Mohammed ech-Cheikh de reprendre la ville à la fin de l’année. Le Maroc est réunifié et Mohammed ech-Cheikh installe sa capitale à Marrakech pour s’éloigner des Turcs. Il commence des négociations pour faire alliance avec les Espagnols d’Oran, dont le gouverneur est le comte d’Alcaudete, afin de mener campagne commune contre les Turcs d’Alger. Cette politique suscite l’opposition des zaouïas qui lui reprochent de s’allier avec des chrétiens contre d’autres musulmans.
Le sultan ottoman Soliman le Magnifique, craignant les projets de Mohammed ech-Cheikh ambitieux de s'étendre vers l'est, et se montrant ouvertement hostile à son égard et aux ambassadeurs qu'il lui a envoyé, ordonne aux Turcs d'Alger son assassinat. Hassan Pacha, nouveau Beylerbey de la régence d'Alger, le fait assassiner le 23 octobre 1557, alors qu’il était en tournée dans l’Atlas, par l’officier turc qui commandait sa garde personnelle, entré à son service auparavant après avoir prétendu être des déserteurs de l'armée ottomane. Il est décapité, et sa tête envoyé à Constantinople. Le fils aîné de Mohammed ech-Cheikh, Abdallah el-Ghalib, lui succède. Il poursuivra la politique de son père.

## Sources
- Henri M. Rungs, Les rois de France face à l'Islam, Mémoires de notre temps, Montpellier, 2005.
- Bernard Lugan, Histoire du Maroc des origines à nos jours, Perrin, coll. " Pour l'Histoire ", Paris, 2000.